# سان آندرس، ماربان
سان آندرس (به اسپانیایی: San Andrés) یک منطقهٔ مسکونی در بولیوی است که در استان ماربان واقع شده‌است.